# Эррера, Эленио
Эленио Эрреру часто путают с парагвайским тренером Эриберто Эррерой
Эле́нио Эрре́ра Гавила́н (исп. Helenio Herrera Gavilán; 10 апреля 1910, Буэнос-Айрес — 9 ноября 1997, Венеция) — аргентинский и французский футболист и тренер испанского происхождения. Считается основателем тактической схемы катеначчо, основанной на схеме «Болт» с перевесом в сторону обороны и на множественных тактических фолах. Один из величайших тренеров в истории футбола, занял 4-ю строчку в списке лучших тренеров в истории футбола по версии World Soccer.
В начале 2017 года, УЕФА включила его в список десяти величайших тренеров европейского футбола с момента основания организации в 1954 году.

## Биография

### Игровая карьера
Эленио Эррера родился в Буэнос-Айресе в семье выходцев из Испании, однако вскоре вместе с семьёй переехал в Марокко. Именно в этой стране Эррера начал свою футбольную карьеру, выступая за «Расинг» из Касабланки на позиции защитника. В 1932 году молодой футболист перебрался в Париж, став футболистом клуба «КАСЖ» и получив французское гражданство. После этого карьера Эленио продолжалась ещё на протяжении 13 лет, однако назвать её выдающейся нельзя: он выступал исключительно в командах второго эшелона, а к концу карьеры так и не сумел выиграть ни одного трофея. Кроме того, значительная часть карьеры Эрреры пришлась на годы Второй мировой войны, что делало невозможным проведение чемпионата Франции.

### Тренерская карьера
Тренерскую карьеру Эррера начал в роли играющего тренера в клубе «Путо», ставшим последним в его игровой карьере. В 1945 году он окончательно перешёл на тренерскую работу, возглавив команду второго дивизиона «Стад Франсе». В этой команде он добился первых тренерских успехов, сначала выведя её в Лигу 1, а затем два года подряд финишируя на достаточно высоком 5-м месте. В эти же годы Эленио работал тренером в сборной Франции.
После успехов во Франции Эррера уехал на свою историческую родину в Испанию. В 1949 году он не продолжительное время возглавлял «Реал Вальядолид», после чего стал главным тренером «Атлетико Мадрид». Вопреки сомнениям скептиков, молодому тренеру удалось в первый же год работы с «матрасниками» привести команду к чемпионству, а через год повторить успех. После ухода из «Атлетико» в 1952 году Эррера без особого успеха менее года тренировал «Малагу» и «Депортиво Ла-Корунья», после чего на три года возглавил «Севилью». Новых успехов в этот период тренеру достигнуть не удалось, а после скандального ухода из стана «красно-белых» (в результате ссоры с руководством клуба) федерация футбола Испании дисквалифицировала Эрреру, сделав невозможным его дальнейшее пребывание в этой стране. Свою карьеру Эленио продолжил в португальском «Белененсеше».
В 1958 году видеть Эрреру на посту главного тренера пожелала «Барселона», руководство которой даже сумело добиться от федерации отмены дисквалификации специалиста. Возглавляя «сине-гранатовых» Эррера в первый же сезон выиграл с ними «золотой дубль», а на следующий год сумел отстоять чемпионский титул. Однако уход из каталонского клуба получился скандальным: после ссоры с лидерами команды Ладиславом Кубалой и Золтаном Цибором Эррера не включил их в состав на очередное «Эль-Класико» с мадридским «Реалом», которое закончилось поражением со счётом 1:3. Подобной выходки тренеру простить не смогли и он был уволен.
Работу с «Барселоной» Эррера совмещал с работой со сборной Испании: та под его руководством участвовала в отборочных играх первого чемпионата Европы 1960 года, но была снята с турнира в канун четвертьфинальных матчей против сборной СССР из-за прямого запрета со стороны Франсиско Франко. Испания под руководством Эрреры вышла в финальную часть чемпионата мира 1962 года, проходившего в Чили, но не преодолела групповой этап, и тренер оставил этот пост.
В 1960 году Эррера возглавил «Интернационале», с которым достиг наибольших успехов в тренерской карьере. Именно в этой команде специалисту удалось довести до совершенства исповедуемую им тактику катеначчо (что в переводе с итальянского означает «замок»), подразумевающую игру от обороны с редкими, но максимально эффективными контратаками. Данная тактика подразумевала отход от персонального метода опеки соперников и наличие на поле игрока у которого не было опекаемого, в задачу которого входило подчищать ошибки своих партнёров. Именно это нововведение позволило Эррере совершить революцию в футболе. При этом Эленио не был догматиком и в матчах с заведомо слабыми соперниками мог позволить свои подопечным играть в более свободной манере, а «Интер» демонстрировал достаточно результативный футбол.
Период работы Эрреры в Милане вошёл в историю как "Великий «Интер», именно в это время на первые роли в команде вышли будущие легенды клуба Джачинто Факкетти, Сандро Маццола и Луис Суарес. Три года тренеру понадобилось на построение команды, после чего в 1963 году «нерадзурри» выиграли первый за девять лет чемпионский титул. Затем последовали ещё два «скудетто», однако главными успехами той команды стали две подряд победы в Кубке европейский чемпионов в 1964 и в 1965 годах (в первом случае в финале был обыгран «Реал Мадрид», а во втором — «Бенфика»). В 1967 году подопечные Эрреры были близки к третьему Кубку чемпионов, однако в финальном матче уступили «Селтику». После этого у команды наступил спад и в 1968 году она финишировала лишь шестой в турнирной таблице, что предопределило уход Эрреры со своего поста.
В 1966 году Эррера без особого успеха работал со сборной Италии. После ухода из «Интера» его тренерская карьера пошла на спад. На протяжении следующих 13 лет специалист возглавлял «Рому», скромный «Римини», возвращался в «Интер» и «Барселону», но единственным трофеем за этот период стал выигранный с римлянами Кубок Италии в 1969 году. Завершив тренерскую карьеру в 1981 году, Эррера работал комментатором и спортивным журналистом.
Умер Эррера в Венеции, похоронен на острове Сан-Микеле.

### Скандал с допингом
В 1969 году Джулиано Таккола — молодой итальянский нападающий, будучи игроком «Ромы», скончался от сердечной недостаточности. Тренером команды в то время был Эррера. Спустя десятилетия в 2004 году футболист и тренер Ферруччо Маццола в интервью изданию «L’Espresso» заявил, что футболист (Таккола) стал жертвой допинга, использование которого якобы было широко распространено при французском специалисте. По другой версии, Таккола подхватил простуду во время пляжной тренировки в холодное время года, а Эррера проигнорировал рекомендации врачей об индивидуальном режиме занятий для футболиста.

## Тренерский стиль
Одно из первых описаний тренировок команды под руководством Эленио Эрреры дал французский журналист Жак Ферран перед матчем между сборными Испании и Польши в 1960 году, проходившем в Барселоне в рамках отбора на чемпионат Европы 1960 года. Игроки на полуторачасовой тренировке подвергались большим физическим нагрузкам, а особое внимание уделялось нагрузке вратарей. Так, в день матча против Польши в течение двух часов Эррера объяснял игрокам установку на матч, а затем проводил с ними разминку в тренировочном зале. В ходе разминки игроки выполняли разные физические упражнения от прыжков до приседаний, делали рывки для работы над дыханием, а затем упражнялись с мячом, тренируя удары головой и ногами. Ферран сравнивал подобную тренировку с «пляской чертей в аду» за её интенсивность, а Эррера постоянно подхлёстывал игроков возгласами о необходимости добиться обязательной победы в матче. После небольшого перерыва Эррера становился в центр круга из игроков и бросал мяч кому-то из игроков на голову, в грудь или в ноги, задавая каждому вопрос об игре и требуя от собеседника краткого и точного ответа. После заключительной серии физических упражнений игроки произносили коллективную клятву над мячом. Хотя подобные нагрузки позже легли в основу многих тренировок (в том числе и предматчевых разминок), эту систему, по словам Феррана, в конце 1950-х — начале 1960-х годов воспринимали в лучшем случае как «шоу, устроенное в психиатрической лечебнице».

## Достижения

### Командные
- Чемпион Испании: 1950, 1951, 1959, 1960
- Обладатель Кубка Испании: 1959, 1981
- Чемпион Италии: 1963, 1965, 1966
- Обладатель Кубка Италии: 1969
- Победитель Кубка Чемпионов: 1964, 1965
- Обладатель Кубка Ярмарок: 1958[a]
- Обладатель межконтинентального кубка: 1964, 1965
- Итого: 15 трофеев

### Личные
- Лучший тренер в истории футбола — один из 5 тренеров[b], которые вошли в 10 лучших по версии France Football, World Soccer и ESPN:
  - 4 место (World Soccer): 2013[6][7],
  - 5 место (ESPN): 2013[8],
  - 7 место (France Football): 2019[9]

## Комментарии
1. ↑  В период розыгрыша Кубка Ярмарок 1955—1958 Эррера был главным тренером Барселоны во втором финальном матче 1 мая 1958 года против команды Лондон. В период розыгрыша Кубка Ярмарок 1958—1960 был главным тренером Барселоны во всех матчах, кроме второго финального матча 4 мая 1960 года против команды Бирмингем. Поэтому во многих источниках в числе тренерских наград Эрреры указывается Кубок Ярмарок 1960.
2. ↑  Другие тренеры — Алекс Фергюсон, Ринус Михелс, Арриго Сакки и Валерий Лобановский.